# Esquí de fons als Jocs Olímpics d'hivern de 1972

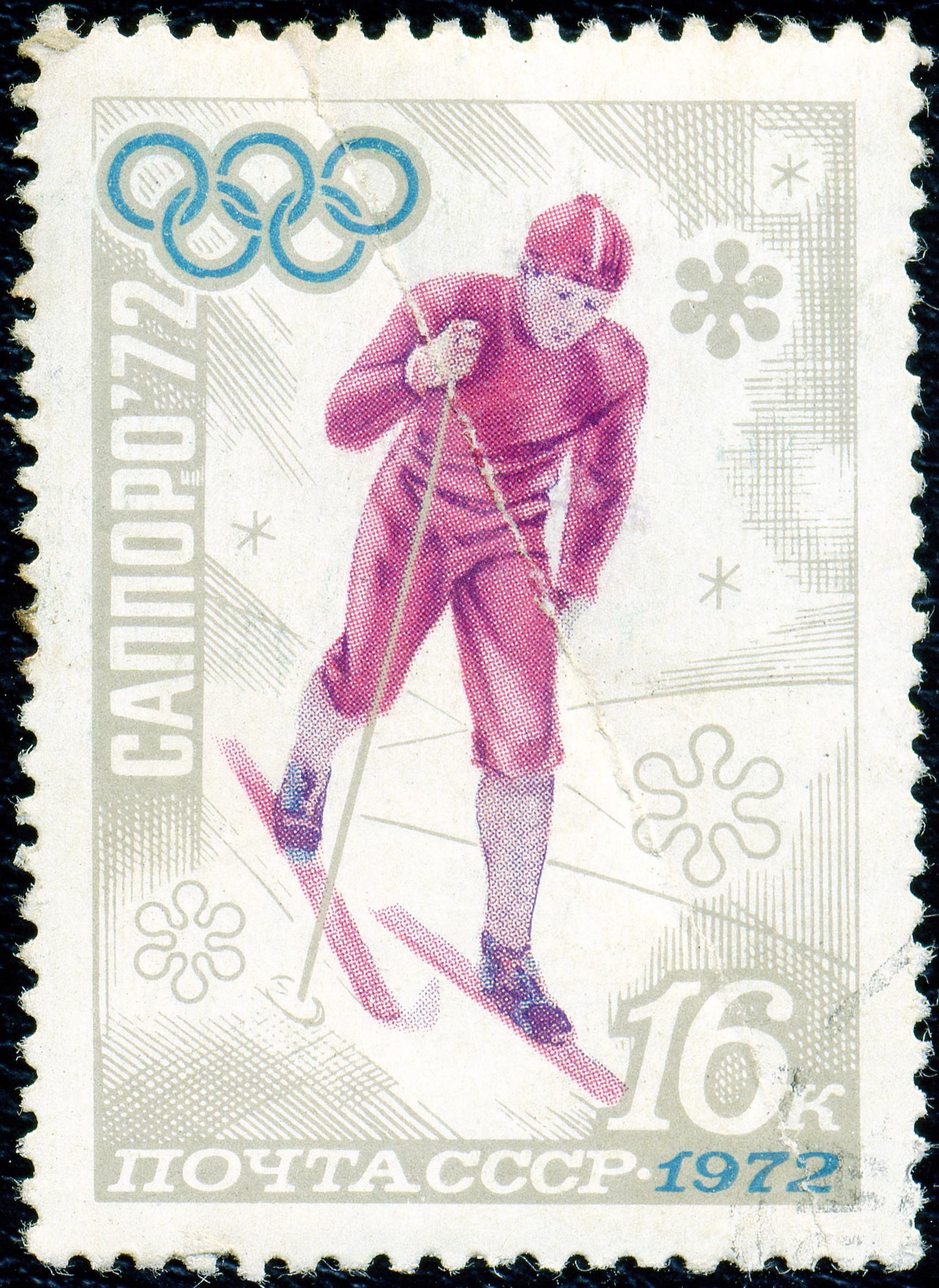
Segell postal expedit a la Unió Soviètica en commemoració de la prova d'esquí de fons dels Jocs Olímpics de 1972.

Als Jocs Olímpics d'Hivern de 1972 celebrats a la ciutat de Sapporo (Japó) es disputaren set proves d'esquí de fons, quatre en categoria masculina i tres en categoria femenina.
Les proves es realitzaren entre els dies 4 i 13 de febrer de 1972 a les instal·lacions esportives de Minami-ku. Hi participaren un total de 152 esquiadors, entre ells 104 homes i 48 dones, de 19 comitès nacionals diferents.

## Resum de medalles

### Categoria masculina
| Prova                   | Or                                                                                   | Argent                                                      | Bronze                                                          |
| 15 km detalls           | Sven-Åke Lundbäck                                                                    | Fyodor Simashev                                             | Ivar Formo                                                      |
| 30 km detalls           | Viatxeslav Vedenin                                                                   | Pål Tyldum                                                  | Johs Harviken                                                   |
| 50 km detalls           | Pål Tyldum                                                                           | Magne Myrmo                                                 | Viatxeslav Vedenin                                              |
| 4x10 km relleus detalls | Unió SovièticaVladimir Voronkov · Yuri Skobov · Fyodor Simashev · Viatxeslav Vedenin | NoruegaOddvar Brå · Pål Tyldum · Ivar Formo · Johs Harviken | SuïssaAlfred Kälin · Albert Giger · Alois Kälin · Eduard Hauser |

### Categoria femenina
| Prova                  | Or                                                                    | Argent                                                         | Bronze                                           |
| 5 km detalls           | Galina Kulakova                                                       | Marjatta Kajosmaa                                              | Helena Šikolová                                  |
| 10 km detalls          | Galina Kulakova                                                       | Alevtina Olyunina                                              | Marjatta Kajosmaa                                |
| 3x5 km relleus detalls | Unió SovièticaLiubov Mukhatxova · Alevtina Olyunina · Galina Kulakova | FinlàndiaHelena Takalo · Hilkka Riihivuori · Marjatta Kajosmaa | NoruegaInger Aufles · Aslaug Dahl · Berit Mørdre |

## Medaller
| Posició | País           | Or | Argent | Bronze | Total |
| 1       | Unió Soviètica | 5  | 2      | 1      | 8     |
| 2       | Noruega        | 1  | 3      | 3      | 7     |
| 3       | Suècia         | 1  | 0      | 0      | 1     |
| 4       | Finlàndia      | 0  | 2      | 1      | 3     |
| 5       | Suïssa         | 0  | 0      | 1      | 1     |
| 5       | Txecoslovàquia | 0  | 0      | 1      | 1     |
|         |                |    |        |        |       |
| Total   | Total          | 7  | 7      | 7      | 21    |